# Пиърс Къридж
Пиърс Къридж (на английски: Piers Courage) е бивш пилот от Формула 1.
Роден на 27 май 1942 година в Колчестър, Великобритания.

## Формула 1
Пиърс Къридж прави своя дебют във Формула 1 в Голямата награда на ЮАР през 1967 година. В световния шампионат записва 29 състезания като се класира два пъти на подиума и събира 20 точки.
Загива на 21 юни 1970 в Нидерландия на пистата Зандворд.